# Economics of Education Review
Economics of Education Review (EER) ist eine zweimonatlich erscheinende wissenschaftliche Zeitschrift zu volkswirtschaftlichen Themen. Ihr Schwerpunkt liegt auf empirischen Analyse von bildungsökonomischen Fragestellungen, doch es werden auch theoretische und methodologische Beiträge, sowie solche, die sich mit Bildungspolitik und Humankapital beschäftigen, akzeptiert.
Economics of Education Review wird seit 1981 vom niederländischen Verlagshaus Elsevier mit zunächst vier, ab 2001 mit sechs Ausgaben pro Jahr verlegt.

## Redaktion
Die Redaktion wird derzeit (2025) von Celeste Carruthers als Chef vom Dienst (editor-in-chief) geleitet. McKinley L. Blackburn, Maria Fitzpatrick, Daniel Jones, Daniel Kreisman, Sandra McNally, Richard Murphy, Nishith Prakash, Lorenzo Rocco, Hans Henrik Sievertsen, Jonathan Smith und Daniel Suryadarma fungieren als Ko-Redakteure (co-editors). Zusätzlich gibt es noch eine ganze Reihe einfacher Redakteure.

## Rezeption
Economics of Education Review hat nach eigenen Angaben einen Impact-Faktor von 1,8.
Combes und Linnemer (2010) sortieren das Journal mit Rang 82 von 600 wirtschaftswissenschaftlichen Zeitschriften in die drittbeste Kategorie A ein.